# 和久田康雄
和久田 康雄（わくだ やすお、1934年3月1日 - 2017年4月13日）は、日本の鉄道研究家、元官僚。栃木県生まれ。

## 略歴
父親の転勤とともに東京、仙台、広島に移り住む。1957年東京大学法学部卒。在学中に東大鉄道研究会を組織。1984年まで運輸省に勤務。本省の他、福岡陸運局、仙台陸運局等に勤め、その後、2003年まで交通関係の団体に勤務。日本民営鉄道協会常務理事、日本鉄道建設公団理事、JTBトラベルカレッジ校長などを務める。日本交通学会、鉄道史学会、赤門鉄路クラブの各会員。「鉄道ピクトリアル」編集委員を務めた。私鉄を研究対象とした。2017年に死去。83歳没。

## 著書
- 『資料・日本の私鉄』鉄道図書刊行会 1972
- 『日本の私鉄』1981 岩波新書
- 『日本の地下鉄』1987 岩波新書
- 『私鉄百年史 人物と事件でつづる』鉄道図書刊行会 1991
- 『鉄道をよむ』アテネ書房 (情報源…をよむ)1993
- 『私鉄史ハンドブック』電気車研究会 1993
- 『やさしい鉄道の法規 JRと私鉄の実例』交通研究協会 (交通ブックス) 1997
- 『路面電車 ライトレールをめざして』交通研究協会 (交通ブックス) 1999
- 『やさしい鉄道の法規 JRと私鉄の実例』交通研究協会 (交通ブックス) 1999
- 『私鉄史探訪60年』JTB (マイロネbooks)  2002
- 『日本の市内電車 1895-1945』成山堂書店 2009
- 『鉄道ファンのための私鉄史研究資料 1882 to 2012』電気車研究会 2014

### 共編
- 『アジアの鉄道 18国最新事情』広田良輔共編 吉井書店 1990
- 『南北アメリカの鉄道 15国最新事情』広田良輔共編 吉井書店 1992
- 『復刻鉄道名著集成』星晃, 渡辺寿男,加藤新一共編 アテネ書房 1993
- 『西ヨーロッパとアフリカの鉄道 21国最新事情』広田良輔共編 吉井書店 1994
- 『東ヨーロッパとオセアニアの鉄道 15国最新事情』広田良輔共編 吉井書店 1996
- 『鉄道の世界史』小池滋, 青木栄一共編 悠書館 2010
- 『世界の駅・日本の駅』小池滋, 青木栄一共編 悠書館 2010
- 『日本の鉄道をつくった人たち』小池滋, 青木栄一共編 悠書館 2010
- 『都市交通の世界史 出現するメトロポリスとバス・鉄道網の拡大』小池滋共編 悠書館 2012
- 『路面電車の記憶 昭和20年代・30年代のアルバム』江本廣一写真 彩流社 2013

### 翻訳
- アレン・レヴィ『世界の鉄道模型大図鑑 カラー版』小池滋共訳 角川書店 1981
- フィオーナ・マクドナルド文,ジョン・ジェイムズ画『19世紀の鉄道駅』小池滋共訳 1993 (三省堂図解ライブラリー)
- デイヴィッド・ロス編著『世界鉄道百科図鑑 蒸気、ディーゼル、電気の機関車・列車のすべて 1825年から現代』小池滋共訳 悠書館 2007